# 167341 Börzsöny
A 167341 Börzsöny (ideiglenes jelöléssel (167341) 2003 VG) a Naprendszer kisbolygóövében található aszteroida. Sárneczky Krisztián fedezte fel 2003. november 3-án.